# 2411 Зеллнер
2411 Зеллнер (2411 Zellner) — астероїд головного поясу, відкритий 3 травня 1981 року.
Тіссеранів параметр щодо Юпітера — 3,641.